# Pauline Viardot
Pauline García, Viardot de casada (París, 18 de juliol de 1821 — París, 18 de maig de 1910), va ser una mezzosoprano, pedagoga i compositora francesa.
Filla de Manuel García, cèlebre tenor de l'època, i de la soprano Joaquina Briones; germana de la també mezzosoprano Maria Malibrán i de Manuel Patricio Rodríguez Sitches i, per tant, cosina de la també cantant i compositora Antonia Sitcher de Mendi. Casada amb el crític i director del Théâtre des Italiens, Louis Viardot, amb qui tingué quatre fills: Louise Héritte-Viardot (compositora), Paul Viardot (violinista), Marianne (pintora) i Claudie. Gràcies als consells de George Sand, Pauline començà els estudis de música pel piano sota la batuta de Franz Liszt. Més tard, complementant la seva carrera de cantatriu, va actuar sovint com a pianista, moltes vegades a quatre mans amb la no menys cèlebre Clara Schumann-Wieck.
Viardot donà el seu primer recital a l'edat de setze anys, i debutà sobre una escena d'òpera l'any després, el 1839, en el rol de Desdèmona en l'Otello de Gioachino Rossini. Menys virtuosa, en el pla estrictament vocal, que la seva germana (de la qual se suposava que prendria el relleu), és pels seus dons dramàtics, intel·lectuals i musicals que va arribar a ser famosa. En tingué prou amb uns quants anys per imposar-se: des d'aleshores, tingué tot París als seus peus.
Amiga d'Hector Berlioz (que va recompondre per a ella l'Orphée de Gluck el 1859), de Meyerbeer (que li oferí el seu rol més impactant: Fidès, en Le Prophète, 1845; cap cantatriu, fins avui, excepte, potser, Marilyn Horne, no ha sabut abordar-lo en la seva integritat), de Charles Gounod (Sapho i la seva ària sublim "Ô ma lyre immortelle", va ser composta expressament per a ella), de Camille Saint-Saëns, de Frédéric Chopin (que admirava la seva habilitat al piano), reunia tots aquests personatges al seu hotel particular del Quartier Latin de París.
El 1855 havia adquirit, amb el sacrifici d'una part consistent de la seva fortuna, la partitura autògrafa de Don Giovanni de Mozart (del qual ella cantà el rol de Zerlina a Sant Petersburg). Aquesta "relíquia" musical fou a la vegada l'objecte de pelegrinatge de part dels grans noms de l'època i motiu de noves coneixences.
Viardot fou amiga fidel del gran escriptor rus Ivan Turguénev. Les seves residències de camp, a Bougival, separades però construïdes al mateix terreny, han estat avui transformades en museus. La naturalesa veritable de la seva realitat és difícil de saber: era amor, era admiració?
Després de la seva retirada (el 1863), Pauline Viardot es dedicà a la composició (diverses operetes, entre les quals Cendrillon el 1903, sobre llibret de Turguénev) i a l'ensenyament del cant, que només dispensà a alumnes de sexe femení, al Conservatori Nacional de París.
Geni musical i teatral, Viardot, desapareguda quasi nonagenària en l'era del gramòfon, s'emportà a la tomba el so de la seva veu, que Camille Saint-Saëns comparà, per sinestèsia, a un gust: el de les taronges amargues. Ell li dedicà la seva òpera Samson et Dalila (1877).
Viardot encoratjà joves talents tals com Charles Gounod, Gabriel Fauré i Jules Massenet. Si el seu nom està assegurat en la història, és gràcies a la força del seu intel·lecte i a l'extensió sobresortint del seu talent.

## Alumnes
- Marie Dietrich,[3]
- Maria de Filipo,[4]
- Antoinette Sterling,[5]
- Yelizaveta Lawrosska,
- Berta Schwarz,
- Aglaja Orgeni,
- Marie Schröder-Hanfstängl,
- Felia Litvinne,
- Jeanne Gerville-Réache,
- Suzanne Cesbron-Viseur.
- Anna Schimon-Regan, a Londres.

## Genealogia
```
Manuel del Pópulo Vicente García
 (1775-1832)
Cantant - Compositor - Director d'orquestra
x Maria Joachina SITCHES BRIONES (1780-1864)
│ 
│
├──> 
Manuel Patricio Rodríguez Sitches
 (1805-1906)
│ Cantant - Compositor - Professor de cant
│ x Cécile Maria "Eugénie" MAYER (1814-1880)
│ per a la posteritat
│ 
│ 
│
├──> 
Maria Malibran
 
(Maria Félicita GARCIA
 (1808-1836)
│ x 1 Eugène MALIBRAN (1765-)
│ x 2 
Charles-Auguste de Bériot
 (1802-1870) 	 	
│ │ Compositor - Violonista
│ │ 
│ ├──> 
Charles Wilfrid de Bériot

│ Pianista - Compositor
│ Professor à l'
escola Niedermeyer

│
├──> 
Pauline Viardot
 
(Pauline Michèle Ferdinande GARCIA)
 (1821-1910)
Cantant
x 
Louis Viardot
 (1800-1883)
│
├──> 
Louise Héritte-Viardot
 (1843-1918)
│ Compositora - Pianista - Cantant
│ x Ernest HERITTE
│ 
│ 
├──> 
Paul Viardot
 (1857- 1941) 
│ Violonista - Musicòleg
│ 
├──> Marianne VIARDOT (1859-)
│ Pintora
│ es promet amb 
Gabriel Fauré

│ x 
Victor Alphonse Duvernoy

│ Pianista - Compositor
│
├──> Claudie VIARDOT (-)
x Georges Chamerot
Editor
```

## Obra[6]
Viardot va començar a compondre quan era jove, sense intenció d'esdevenir compositora. Va escriure les seves obres sobretot com a peces privades per als seus estudiants, amb la intenció de desenvolupar les seves habilitats vocals. El gruix de les seves composicions corresponen al seu retir a Baden-Baden. De tota manera, les seves obres tenien una qualitat tan professional que Franz Liszt va declarar que, amb Pauline Viardot, el món havia trobat una dona compositora de geni.
Havent estudiat amb Liszt i el compositor i teòric Anton Reicha, Viardot era també una gran pianista i una música professional tot terreny. Entre 1864 i 1874 escrigué tres òperes de saló (Trop de femmes (1867), L'ogre (1868), i Le dernier sorcier (1869), totes amb llibrets d'Ivan Turguénev) i uns cinquanta lieder. Les dues òperes de saló restants (Le conte de fées (1879) i Cendrillon (1904; quan tenia 83 anys) tenien llibrets escrits per ella. Són òperes petites en dimensions, tanmateix, són escrites per a cantants qualificats i part de la música és difícil d'interpretar.
Òperes
- Trop de femmes (Ivan Turgenev, 1867)
- L'ogre (Turgenev, 1868)
- Le dernier sorcier (Turgenev, 1869)
- Le conte de fées (1879)
- Cendrillon (1904)

Obra coral
- Choeur bohémien
- Choeur des elfes
- Choeur de fileuses
- La Jeune République

Cançons
- Album de Mme Viardot-Garcia (1843)
- L'Oiseau d'or (1843)
- 12 Mazurkas per a veu i piano, basades en obres de Frédéric Chopin (1848)
- Duo, 2 veus i piano (1874)
- 100 cançons, incloent 5 Gedichte (1874)
- 4 Lieder (1880)
- 5 Poésies toscanes, L. Pomey (1881)
- 6 Mélodies (1884)
- Airs italiens du XVIII siècle (trans. L. Pomey) (1886)
- 6 chansons du XVe siècle
- Album russe
- Canti popolari toscani
- Arranjaments vocals d'obres instrumentals de Johannes Brahms, Joseph Haydn i Franz Schubert

Obra instrumental
- 2 airs de ballet per a piano (1885)
- Défilé bohémien per a piano a 4 mans (1885)
- Introduction et polonaise per a piano a 4 mans (1874)
- Marche militaire per a 2 flautes i piccolo, 2 oboès i 2 cors de metall (1868)
- Mazourke per a piano (1868)
- 6 morceaux per a violí i piano (1868)
- Second album russe per a piano (1874)
- Sonatine per a violí i piano (1874)
- Suite arménienne per a piano a 4 mans